# Água de Pau
De Água de Pau is een vulkaan op het eiland São Miguel dat behoort tot de Azoren, politiek gezien onderdeel van Portugal. De 947 meter hoge stratovulkaan barstte voor het laatst uit in 1563 en 1564. De laatste uitbarsting veroorzaakte de afzetting van grote hoeveelheden puimsteen. In de krater bevindt zich het meer Lagoa do Fogo.